# 世界銀行グループ
世界銀行グループ（英語: World Bank Group、WBG ）は、開発途上国にレバレッジド・ローンを提供する5つの国際機関の総称である。これは、世界で最大かつ最も有名な開発銀行であり、国連開発グループのオブザーバーである。アメリカ合衆国のワシントンD.C.に本部を置く。2014会計年度には、発展途上国および経済移行国へ約610億ドルの融資と支援を提供した。2030年までに達成すべき目標として「極度の貧困を撲滅」「繁栄の共有を促進」の2つを掲げている。2015年時点で、開発政策融資による過去10年間の総貸付額は約1,170億ドルであった。構成組織は、国際復興開発銀行（IBRD）・国際開発協会（IDA）・国際金融公社（IFC）・多数国間投資保証機関（MIGA）・国際投資紛争解決センター（ICSID）である。うち最初の2つは、まとめて世界銀行と呼ばれることもある。
世界銀行（IBRDおよびIDA）の活動は、開発途上国を中心に、人間開発（教育や保健など）、農業・農村開発（灌漑や農村サービスなど）、環境保護（汚染削減、規制の確立・実施など）、インフラストラクチャー（道路、都市再生、電力など）、大規模産業建設プロジェクト、ガバナンス（汚職防止、法制度整備など）等の分野で行われている。 IBRDとIDAは、加盟国に優遇金利で融資を提供し、最貧国に助成金を提供している。特定のプロジェクトに対する貸付または助成金は、その分野や国の経済全体におけるより広範な政策変更と連動していることが多い。たとえば、沿岸環境管理を改善するための融資は、国および地方レベルでの新しい環境機関の設立や汚濁制限のための新規制の実施に関連していることがある。
世界銀行は何年にもわたってさまざまな批判を受けており、2007年には当時のポール・ウォルフォウィッツ総裁とその交際相手の女性職員シャハ・リザとのスキャンダルによってイメージを悪くした。

## 歴史

### 創立
1946年12月27日、国連通貨金融会議（1944年7月1日から22日）で結ばれたブレトン・ウッズ協定が国際的に批准され、正式に発足した。また、1951年に「世界開発報告書」の作成と評価を担当するオシアンダー委員会の基盤を提供した。1946年6月25日に操業を開始し、1947年5月9日に最初の融資を承認した（戦後復興のためにフランスに2億5,000万米ドル、実質的に世銀がこれまでに発行した融資の中で最大）。

## メンバーシップ

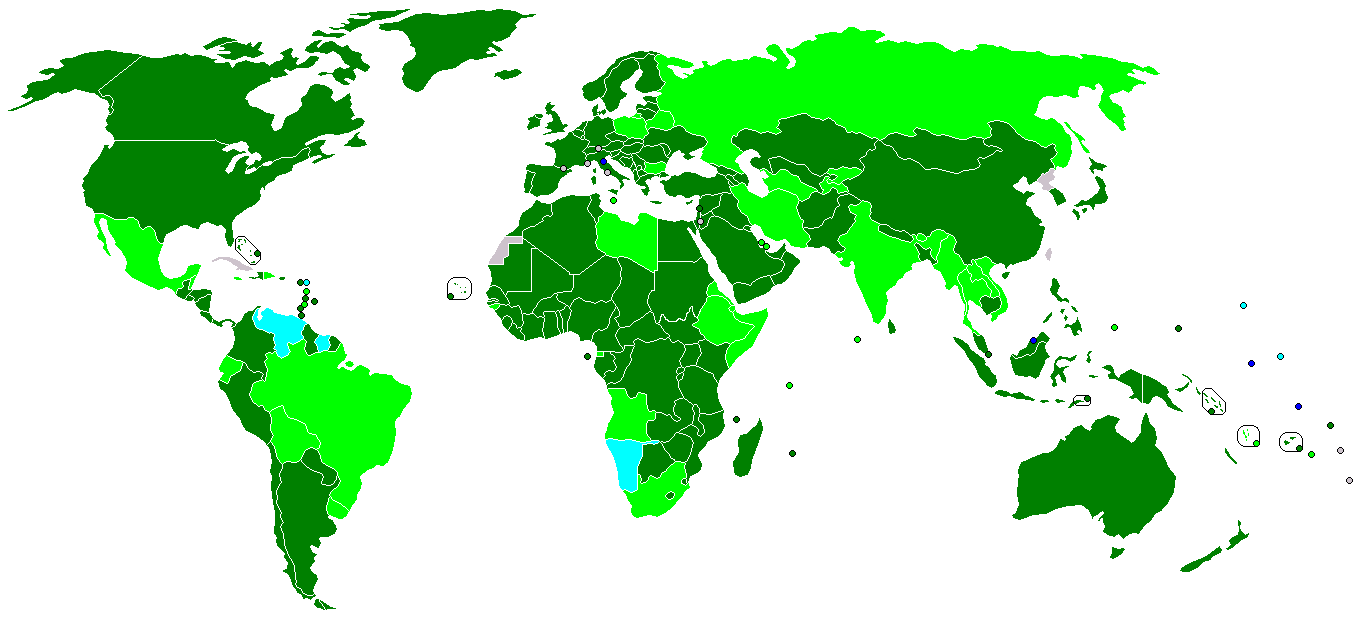
世界銀行グループ：
WBGの全機関に参加する国
WBGの4機関に参加する国
WBGの3機関に参加する国
WBGの2機関に参加する国
IBRDのみに参加する国
非加盟国

WBG加盟国である193の全国連加盟国及びコソボが、少なくともIBRDに参加している。2016年5月の時点で、それらのすべてが、他の4つの組織（IDA・IFC・MIGA・ICSID）の一部にも参加している。
WBGへの参加状況： 
1. IBRDのみ：なし
2. IBRDと他の1つの組織：サンマリノ、ナウル、ツバル、ブルネイ
3. IBRDと他の2つの組織：アンティグア・バーブーダ、スリナム、ベネズエラ、ナミビア、マーシャル諸島、キリバス
4. IBRDおよび他の3つの組織：インド、メキシコ、ベリーズ、ジャマイカ、ドミニカ共和国、ブラジル、ボリビア、ウルグアイ、エクアドル、ドミニカ国、セントビンセント・グレナディーン、ギニアビサウ、赤道ギニア、アンゴラ、南アフリカ、セーシェル、リビア、ソマリア、エチオピア、エリトリア、ジブチ、バーレーン、カタール、イラン、マルタ、ブルガリア、ポーランド、ロシア、ベラルーシ、キルギス、タジキスタン、トルクメニスタン、タイ、ラオス、ベトナム、パラオ、トンガ、バヌアツ、モルディブ、ブータン、ミャンマー
5. 5つのWBG組織すべて：残りの138のWBGメンバー

非会員は、アンドラ・キューバ・リヒテンシュタイン・モナコ・パレスチナ国・バチカン市国・台湾・北朝鮮。

## 組織構造

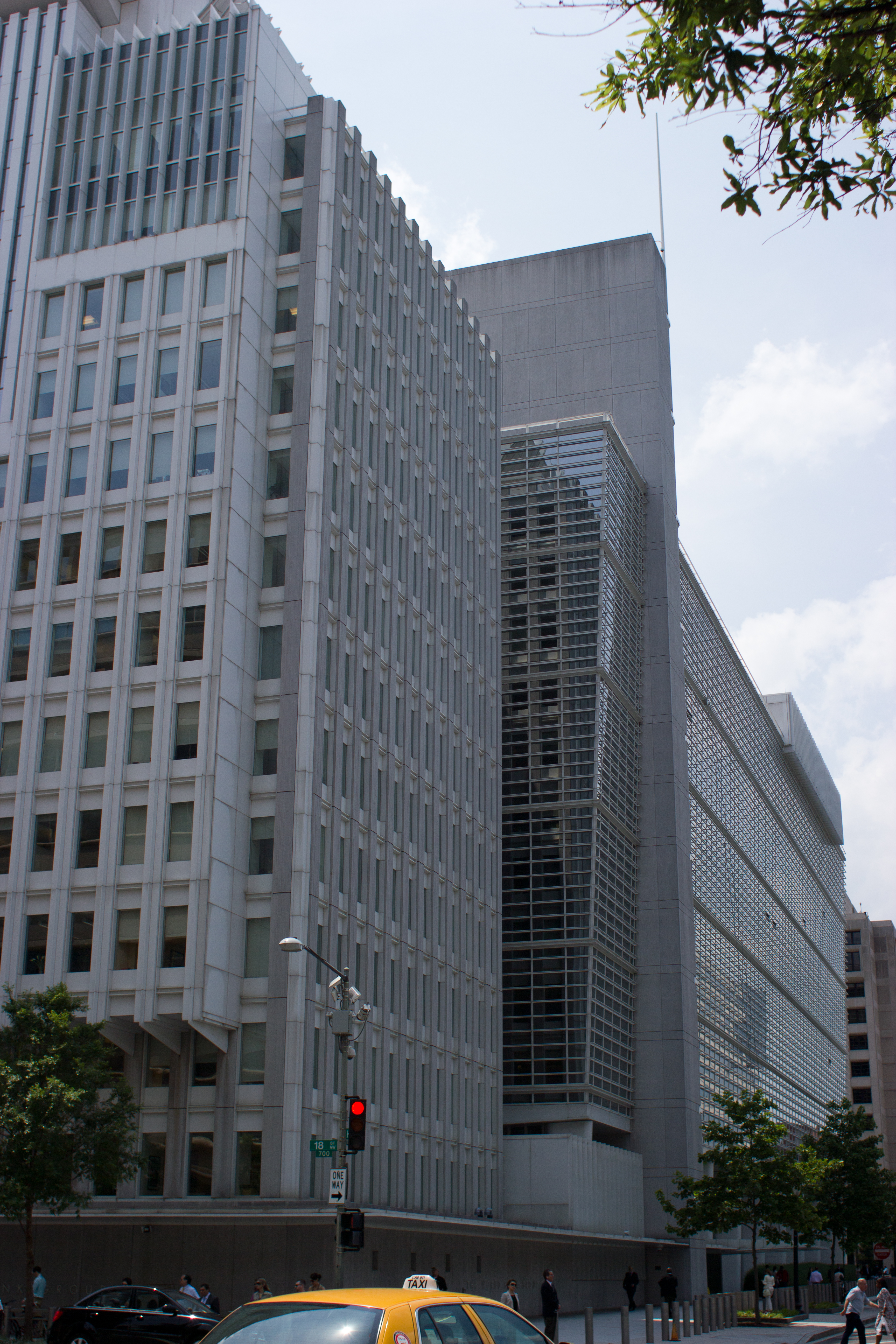
ワシントンD.C.の世界銀行グループビル

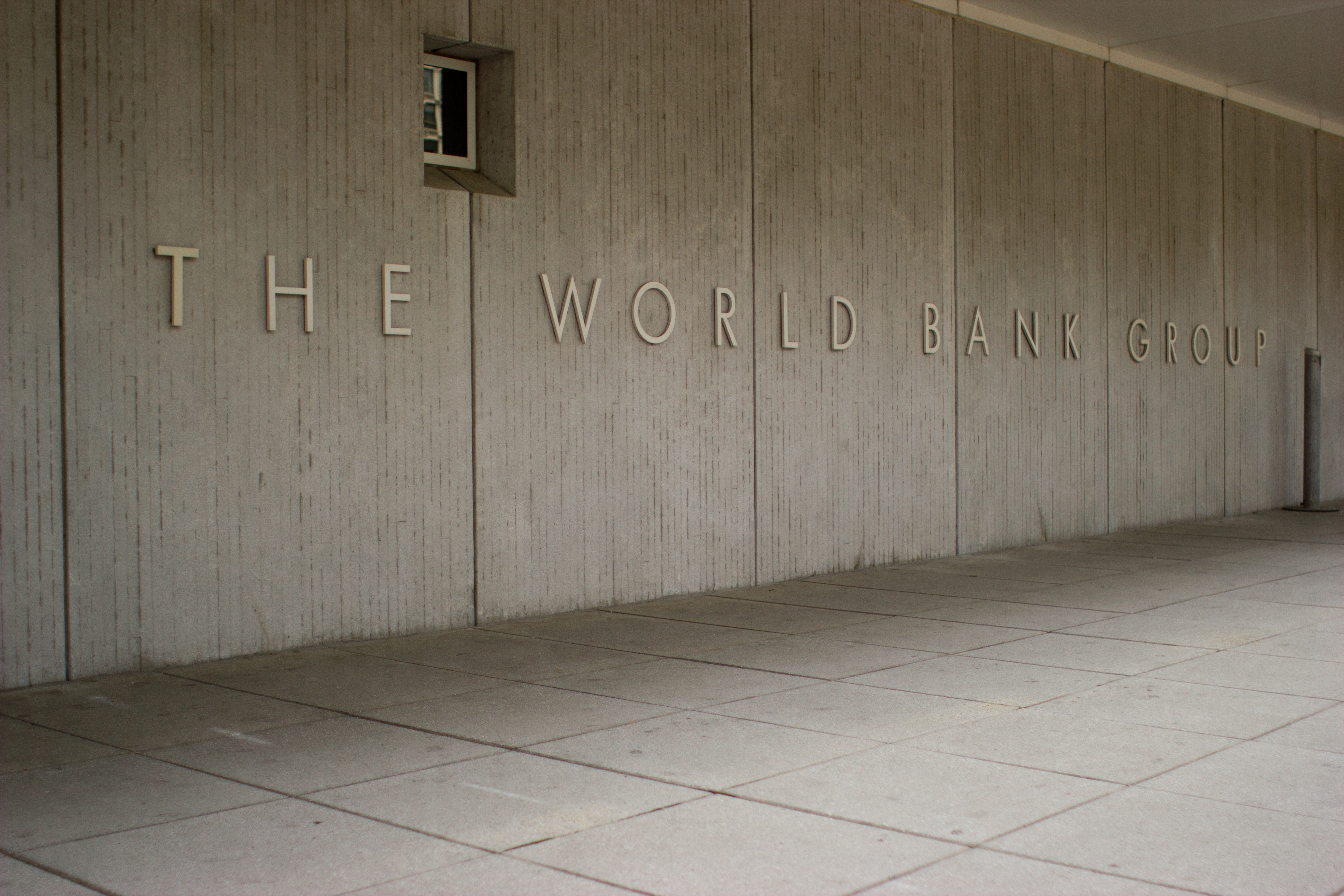
世界銀行のサイン

IBRDは、1957年から1988年の間にかけて設立された4つの関連機関とともに、世界銀行グループに属している。グループの本部はワシントンD.C.にある。国連加盟国が所有する国際組織であり、営利団体であるが、その利益は貧困削減への継続的な取り組みを支援するために使用される。
世界銀行は厳密には国連システムの一部であるものの 、そのガバナンス構造は異なっている。世界銀行グループの各機関は、国連加盟国政府が所有し、株式保有率に応じて議決権が与えられる。全加盟国に議決権が与えられるが、組織への財政的貢献に応じて追加される議決権もある。世界銀行グループ総裁は、筆頭株主であるアメリカ合衆国の大統領によって指名され、理事会の承認によって任命される。2009年11月15日の時点で、米国は総投票数の16.4％、日本は7.9％、ドイツは4.5％、英国は4.3％、フランスは4.3％をそれぞれ占めている。世銀の憲章の変更には85％の賛成が必要であるため、米国は事実上の拒否権を有している。米国は、その議決権・議長職への影響力・世銀の本部の立地により、世銀に対して公式・非公式の影響力を保持していることから、自国の友好国や同盟国に対してより有利なプロジェクトをもたらすことができる。

### 世界銀行グループの機関
世界銀行グループは、以下によって構成される。
- 国際復興開発銀行（IBRD）；1944年に設立。ソブリン保証に基づいて債務融資を提供する。
- 国際金融公社（IFC）;1956年に設立。主に民間部門に対して、ソブリン保証不要でさまざまな形態の融資を提供する。
- 国際開発協会（IDA）；1960年に設立。通常、政府保証付きの譲許的融資（無利子ローンまたは助成金）を提供する。
- 投資紛争解決国際センター（ICSID）；1965年に設立。政府と協力して投資リスクを軽減する活動を行う。
- 多数国間投資保証機関（MIGA）；1988年に設立。主に民間部門に対して、政治的リスクを含む特定のリスクに対する保険を提供する。

「世界銀行」という用語は一般にIBRDとIDAのみを指すが、「世界銀行グループ」または「WBG」という用語は5つの機関すべてをまとめて指すときに使用する。
世界銀行研究所は世界銀行の能力開発部門であり、加盟国に学習プログラムその他の能力開発プログラムを提供する。
IBRDには189カ国が加盟し、その他の機関には153から184の国が参加している。世界銀行グループの機関はすべて、年に1回開催される理事会によって運営されている。各加盟国（通常はその国の財務大臣）はそこで総裁を任命する。世界銀行グループは、総務会から一定の権限を受任した25人の理事からなる理事会によって日々運営されている。各理事は、5大出資国（フランス・ドイツ・日本・英国・米国の場合）の各国による指名または複数の加盟国による選出に決められ、それぞれを代表する立場にある。
世界銀行の各機関には協定書が法的、制度的基盤としてすべての業務に適用される
IFCとMIGAの活動には、それぞれ投資と保険を民間部門に提供することが含まれる。

### 総裁職
総裁は、理事会で選出され、任期は5年（再任可能）であるが、伝統的に筆頭株主であるアメリカ合衆国の大統領によってアメリカ合衆国市民から指名される。

#### 現在の総裁
2019年4月5日、デイビッド・マルパスが第13回世界銀行グループ総裁に選出され、同年4月9日に就任した。

### 最高総務責任者
世界銀行の最高総務責任者は、組織戦略、予算企画、情報技術、シェアードサービス、組織内問題解決・司法制度を統括する。インドネシア財務大臣就任に伴うスリ・ムルヤニの辞任により、専務理事のシャオリン・ヤンが兼任している。

### 採取産業レビュー
2001年7月、世界銀行は石油・ガス・鉱業セクターへの関与に対する市民社会からの長年の批判を受けて、抽出産業レビュー（英語: Extractive Industries Review、EIR。※ 環境影響レポート、英語: Environmental Impact Reportと異なる）と呼ばれる独立したレビューを開始した。レビューは、「著名人」であるエミル・サリム博士（元インドネシア環境大臣）をトップに据えて行われた。サリムは2002年から2003年にかけて幅広いステークホルダーとの協議を行った。EIRの勧告は、2004年1月に最終報告書『英語: Striking a Better Balance』にて公開された。この報告書では、化石燃料と鉱業プロジェクトは貧困を緩和するものではないと結論付け、これらのセクターへの世界銀行の関与を2008年までに段階的に廃止し、再生可能エネルギーとクリーンエネルギーへの投資に置き換えることを推奨した。世界銀行は、理事会との広範な議論を経て、2004年9月にEIRに対する経営陣の回答を発表した。EIRレポートの結論の多くは受け入れられなかったものの、EIRによって世界銀行の石油・ガス・鉱業に関する政策が大きく変化したことは、世界銀行がその後発表したフォローアップレポートにも示されている。先住民の権利は、特に論争の的となった分野の1つであった。批評家は、経営陣の対応が、プロジェクトを進めるにあたっては先住民や影響を受けるコミュニティからの同意を得なければならないという重要な勧告が経営陣によって「協議」に弱められたと批判される。EIRプロセスに続き、世界銀行は先住民族に関するポリシーを改定した。

## 批判

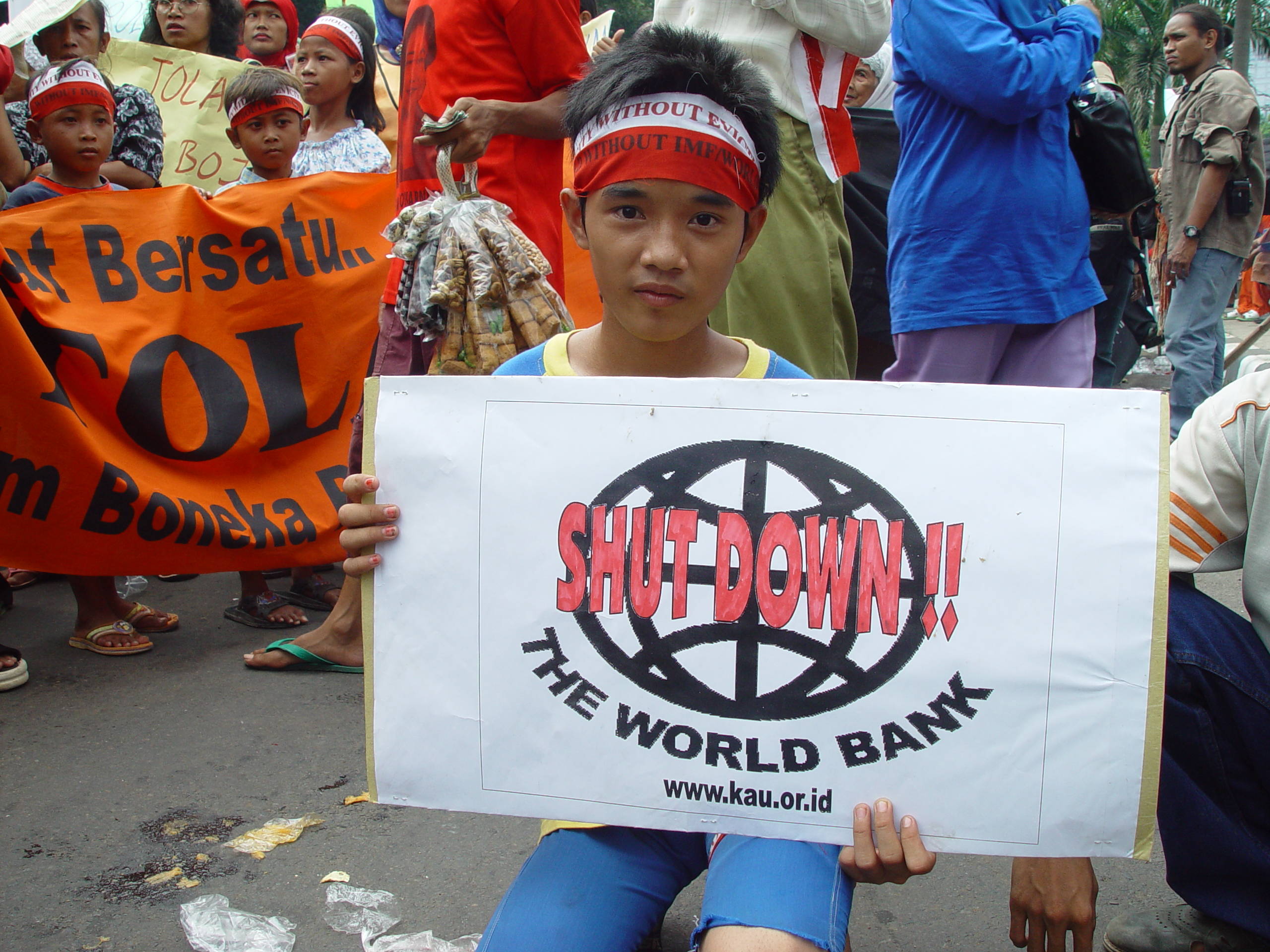
ジャカルタで世銀に抗議する若者（インドネシア）

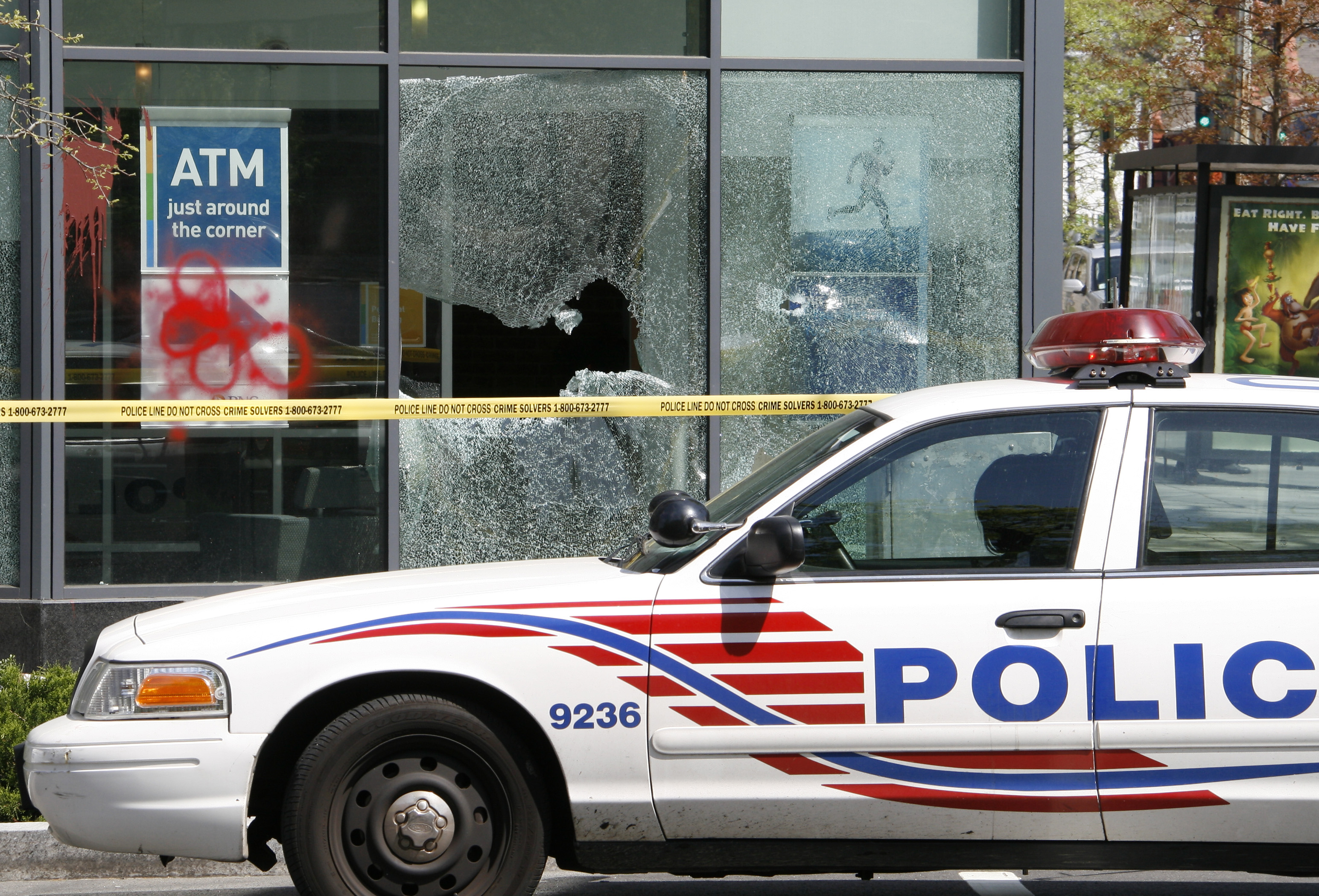
世界銀行・IMFへの抗議者らによる襲撃を受けた、PNC銀行支店（ワシントンDC）

世界銀行はさまざまな非政府組織や学者から長年批判されてきており、特に世界銀行チーフエコノミストのジョセフ・スティグリッツはその急先鋒であり、国際通貨基金・米国財務省・米国その他の先進国の貿易交渉担当者へと同様にやり玉に挙げている。批評家は、世銀が頻繁に提唱しているいわゆる自由市場改革政策は、実施方法が悪かったり、早すぎたり（「ショック療法」）、順序が悪かったり、経済が非常に弱く競争力がなかったりすると、実際には経済発展にとって有害であることが多いと主張している。また世界銀行の融資契約によって、自由市場に基づかない競争力のない価格での商品やサービスの調達を強いられることもありうる :5。ジョン・パーキンスは、国際金融機関を「違法かつ非合法」であり、金融テロを実行する際の強制的なアメリカ外交の歯車であるとしている。
キャサリン・カウフィールドは、1996年の著書『Masters of Illusion：The World Bank and the Poverty of Nations 』で、世界銀行の運営の前提と構造は、開発途上国を促進するのではなく、最終的には害を及ぼすと主張している。カウフィールドは、西洋的で均質化された世銀の「開発」方策を批判している。さまざまな国や地域は区別がつかない世界銀行の仮定は、「開発という画一的な救済策」を受けるというものであるが、この危険性は、ほんの部分的な成功と引き換えに、西洋の生活へのアプローチが採用され、伝統的な経済構造と価値観が放棄されることにある。
第二に、貧困国は海外からの資金とアドバイスなしには近代化できないという仮定にも批判を加えている。
発展途上国の多くの知識人は、世界銀行が資金供与者やNGO主導の現代帝国主義的なやり方に深く関与しており、その知的貢献は主に貧しい人々の環境を自らの責任にすることに終止していると主張している。
世界銀行の擁護者は、どの国も融資を受けることを強制されていないと主張している。世銀は融資と助成金の両方を提供している。融資であっても、国際資本市場へのアクセスがない国に対して提供されるため譲許的である。さらに、貧困国と中所得国を問わず、融資は市場価格以下の金利でなされる。世界銀行は、返済金をさらに他のプロジェクトに貸し出すことができるため、助成金よりも融資が開発を支援できると主張している。
IFCとMIGA、およびそれらのプロジェクトの社会的および環境的影響を評価する方法に対しても批判が集まっている。IFCとMIGAには世界銀行よりも多くのこれらの基準があるものの、モニタリングは民間セクターの顧客に依存しており、独立した監視機関がないと批判されている。このような理由から、社会・環境基準の実施戦略の広範な見直しが求められている。

### 腐敗調査機関
世界銀行組織公正局副総裁室（INT）は、苦情の受け入れ、調査、調査報告など、内部の不正や汚職の調査を担当している 。

### 投資
世界銀行グループはまた、人権問題を伴うプロジェクトへの投資についても批判されている。
コンプライアンス・アドバイザー/オンブズマン（CAO）は、、2009年のホンジュラスのクーデター後に、銀行がパーム油会社のディナント社に行った融資を批判した。ディナントが活動していた地域では、多くの農民が殺害された。
他にも、軍事独裁政権下にあったグアテマラのチクソイ水力発電ダムへの融資や、マーリン鉱山建設のためのゴールドコープ（当時はグラミス・ゴールド）への融資など、物議を醸した投資もあった。
2019年、中国問題に関する連邦議会・行政府委員会は、監視機器を含むハイエンドのセキュリティ機器を購入するために使用された中華人民共和国新疆ウイグル自治区での融資について世界銀行に質問した。世銀は、この疑惑を受けて内部調査を開始した。2020年8月、米国議員が同融資の継続的な支出に疑問を呈した。

## 歴代総裁
- ユージン・メイヤー（1946年6月18日-1946年12月4日）
- ジョン・J・マクロイ（1947年3月17日– 1949年7月1日）
- ユージン・R・ブラック・シニア（1949年7月1日– 1963年1月1日）
- ジョージ・D・ウッズ（1963年1月1日-1968年4月1日）
- ロバート・マクナマラ（1968年4月1日– 1981年7月1日）
- オールデン・W・クローゼン（1981年7月1日– 1986年7月1日）
- バーバー・コナブル（1986年7月1日– 1991年9月1日）
- ルイス・T・プレストン（1991年9月1日– 1995年2月1日）
- 臨時：アーネスト・スターン（1995年2月1日– 1995年6月1日）
- ジェームズ・ウォルフェンソン（1995年6月1日– 2005年6月1日）
- ポール・ウォルフォウィッツ（2005年6月1日– 2007年7月1日）
- ロバート・ゼーリック（2007年7月1日– 2012年7月1日）
- ジム・ヨン・キム（2012年7月1日– 2019年2月1日）
- クリスタリナ・ゲオルギエバ（2019年2月1日– 2019年4月4日）（暫定）
- デイヴィッド・マルパス（2019年4月5日–現在）

## 歴代チーフエコノミスト
- ホリス・B・シェネリー（1972–1982）
- アン・クルーガー（1982–1986）
- スタンレー・フィッシャー（1988–1990）
- ローレンスサマーズ（1991–1993）
- マイケル・ブルーノ（1993–1996）
- ジョセフ・E・スティグリッツ（1997–2000）
- ニコラス・スターン（2000–2003）
- フランソワ・ブルギニョン（2003–2007）
- 林毅夫（2008年6月– 2012年6月）
- マーティン・ラヴァリオン-（2012年6月– 2012年10月）
- カウシック・バスー（2012年10月– 2016年7月）
- ポール・ローマー（2016年8月– 2018年1月）
- シャンタ・デバラジャン（2018年1月– 2018年11月）（臨時）
- ピネロピ・コウジャノウ・ゴールドバーグ（2018年11月– 2020年2月）
- アート・クレイ（2020年3月– 2020年6月）（臨時）
- カーメン・ラインハート（2020年6月–現在）

## 歴代理事-独立評価グループ
- クリストファー・ウィロビー：オペレーション評価部門のユニットチーフ、ディビジョンチーフ、運用評価部門理事を歴任（1970–1976）
- メルビン・ L・ウェイナー：初代運用評価局長（1975–1984）
- イブ・ ロヴァーニ：運用評価局長（1986–1992）
- ロバート・ピッチョート：運用評価局長（1992–2002）
- グレゴリー・K・イングラム：運用評価局長（2002–2005）
- ヴィノード・トーマス：評価局長（2005–2011）
- キャロライン・ハイダー：評価局長（2011年〜2018）
- アリソン・エバンス：評価局長（2018年〜現在）